# Mr. World 2012
Mr. World 2012 foi a sétima edição do tradicional concurso de beleza masculino de Mr. World. Realizado na cidade de Kent, na Inglaterra, conseguiu reunir um total de quarenta e oito candidatos de diversos países do mundo. O irlandês Kamal Ibrahim coroou seu sucessor ao título no final do certame, este foi Francisco Escobar, da Colômbia. A apresentação do evento ficou por conta da inglesa Myleene Klass. Este ano o concurso ficou mais competitiva com a implementação das etapas classificatórias, que permite a classificação automática dos candidatos entre os semifinalistas da noite final televisionada. Tal estratégia ainda é utilizada atualmente no Miss Mundo.

## Resultados

### Colocações
| Posição                 | País e candidato |
| ----------------------- | --- |
| Mr. World 2012          | - Colômbia - Francisco Escobar |
| 2º. Lugar               | - Filipinas - Andrew Wolff |
| 3º. Lugar               | - Irlanda - Leo Delaney |
| Finalistas              | - Bélgica - Gianni Sennesael - Canadá - Anthony Cena                                                                                |
| (TOP 10) Semifinalistas | - Croácia - Vanja Grgec - Inglaterra - Roland Johnson - Líbano - Rodolphe Nader - Peru - Rodrigo Fernandini - Vietnã - Truong Thanh |

### Prêmios Especiais
- Só houve um tipo de premiação especial este ano:

| Prêmio              | País e Candidato        |
| ------------------- | ----------------------- |
| Mr. Fashion & Style | - Vietnã - Truong Thanh |

## Programação Musical
- Abertura: Sweat (por Snoop Dogg ft David Guetta)
- Desfile Fashion: One Vision (por Queen)
- Desfile de Gala: Your Song (por Elton John) - (Ao Vivo por Jonathan and Charlotte)
- Momento da Coroação: Call Me Maybe (por Carly Rae Jepsen)

## Etapas Classificatórias

### Mr. Talent
| Colocação               | País e candidato |
| ----------------------- | --- |
| 1                       | - Canadá - Frankie Cena |
| Finalistas              | - Bolívia - Christian Baez - China - Tan Zeyong - Holanda - Bas Gosewisch - Inglaterra - Roland Johnson - Mongólia - Enkhbold Erdenetuya - País de Gales - Rhodri Ihenacho - República Checa - Milan Nevosad - Venezuela - Jessús Zambrano - Vietnã - Trương Thành |
| (TOP 15) Semifinalistas | - Colômbia - Francisco Escobar - Singapura - Ho Jian Yang - Croácia - Vanja Grgeć - Nova Zelândia - Courtenay Bernard - Rússia - Kiril Bondarenko |

### Mr. Sports
| Colocação               | País e Candidato |
| ----------------------- | --- |
| 1                       | - Irlanda - Leo Delaney |
| (TOP 12) Semifinalistas | - Colômbia - Francisco Escobar - Croácia - Vanja Grgeć - Filipinas - Andrew Wolff - Honduras - Kilber Gutierrez - Japão - Shuhei Arai - Martinica - David Fortune - México - Enrique Ramírez - País de Gales - Rhodri Ihenacho - Polônia - Krystian Kurowski - Porto Rico - Alberto Cerro - Portugal - Pajó dos Reis |

### Mr. Extreme Sports
| Colocação               | País e Candidato |
| ----------------------- | --- |
| 1                       | - Croácia - Vanja Grgeć |
| 2                       | - Colômbia - Francisco Escobar |
| (TOP 15) Semifinalistas | - Bélgica - Gianni Sennesael - China - Tan Zeyong - Costa Rica - Jorge Castillo - Filipinas - Andrew Wolff - Holanda - Bas Gosewisch - Letônia - Kaspars Romanovs - Macau - Kim Wu - México - Enrique Ramírez - Paraguai - Miguel Cardozo - Polônia - Krystian Kurowski - Porto Rico - Alberto Cerro - Portugal - Pajó dos Reis - Turquia - Baris Aslan |

### Mr. Multimedia
| Colocação  | País e Candidato                                                                                              |
| ---------- | --- |
| 1          | - Filipinas - Andrew Wolff                                                                                    |
| Finalistas | - Bélgica - Gianni Sennesael - Canadá - Frankie Cena - Colômbia - Francisco Escobar - Holanda - Bas Gosewisch |

## Candidatos
Todos os aspirantes ao título internacional estão listados abaixo:
| - África do Sul - Andrew Govender - Alemanha - Alessandro Izzo - Argentina - Franco Belotti - Bélgica - Gianni Sennesael - Bolívia - Robert Baez - Bósnia e Herzegovina - Zlatan Duratovic - Brasil - Willian Rëch - Bulgária - Stefan Miletiev - Canadá - Anthony Cena - Singapura - Ho Jian Yang - China - Tan Zeyong - Colômbia - Francisco Escobar - Costa Rica - Mario Castillo - Croácia - Vanja Grgec - Espanha - Alvaro Villanueva - Filipinas - Andrew Wolff - França - Alexandre Cheraibi - Grécia - Dimitris Valvis - Guadalupe - Wendy Villeronce - Holanda - Bas Gosewisch - Honduras - Kilber Ponce - Índia - Taher Ali - Inglaterra - Roland Johnson - Irlanda - Leo Delaney | - Irlanda do Norte - Michael McCann - Itália - Fabio Rondinelli - Japão - Shuhei Arai - Letônia - Kaspars Romanovs - Líbano - Rodolphe Nader - Luxemburgo - Kevin Stammera - Macau - Kim Wu Ngai - Malta - Robert Galea - Martinica - David Fortune - México - Ramírez Mayagoitia - Mongólia - Enkhbold Erdenetuya - Nova Zelândia - Courtenay Bernard - País de Gales - Rhodri Ihenacho - Paraguai - Miguel Cardozo - Peru - Rodrigo Fernandini - Polônia - Krystian Kurowski - Portugal - Jorge dos Reis - Porto Rico - Manuel Cerro - República Checa - Milan Nevosad - Rússia - Kirill Bodarenko - Turquia - Baris Aslan - Ucrânia - Oleksandr Bogdanov - Venezuela - Alberto Zambrano - Vietnã - Truong Thanh |

Desistências
- Etiópia - Munir Abubeker
- Guiné Equatorial - Ntutumu Nfamio
- Nigéria - Chuks Onyeka
- República Dominicana - Hansel Lopez
- Sri Lanka - Mohamed Wazeem
- Tailândia - Vanchalerm Vatcharobol

### Histórico
- Canadá, Colômbia, Inglaterra, Peru, Filipinas e Vietnã se classificaram pela primeira vez.
- A Colômbia venceu pela primeira vez o título.
- Irlanda e Líbano se classificaram pela última vez na edição de 2010.
- Bélgica se classificou pela última vez em 2003.
- Croácia se classificou pela última vez em 2000.
- O Líbano se classificou pela quinta vez seguida.
- É a primeira vez desde 2003 que houve apenas dez semifinalistas anunciados na final.

| - Angola - Austrália - Azerbaijão - Bahamas - Bielorrússia - Cazaquistão - Chipre - Coreia do Sul - Dinamarca - Egito - Estados Unidos - Etiópia - Geórgia - Guiana - Hong Kong - Indonésia - Quênia - Macedônia - Malásia - Montenegro - Nigéria - Noruega - Panamá - República Dominicana - Romênia - Sérvia - Sri Lanka - Suazilândia - Suécia - Tailândia | - Macau - Argentina - Portugal - Vietnã |

## Crossovers
Manhunt Internacional
- 2011:   Bélgica - Gianni Sennesael (3º. Lugar)
- 2011:   Vietnã - Truong Nam Thanh (4º. Lugar)
- 2011:   Inglaterra - Roland Johnson (Semifinalista)

Men Universe Model
- 2013:   Bélgica - Gianni Sennesael (2º. Lugar)
- 2013:   Honduras - Kilber Gutierrez Ponce

Mister International
- 2013:  Bélgica - Gianni Sennesael
- 2013:  China - Tan Zeyong (Top 10)
- 2013:  Peru - Rodrigo Fernandini

Mister Tourism International
- 2013:  Honduras - Kilber Ponce